# Венжан
Венжан (фр. Vingeanne) — река в департаментах Верхняя Марна региона Гранд-Эст и Кот-д’Ор и Верхняя Сона региона Бургундия — Франш-Конте на востоке Франции, правый приток Соны.

## География

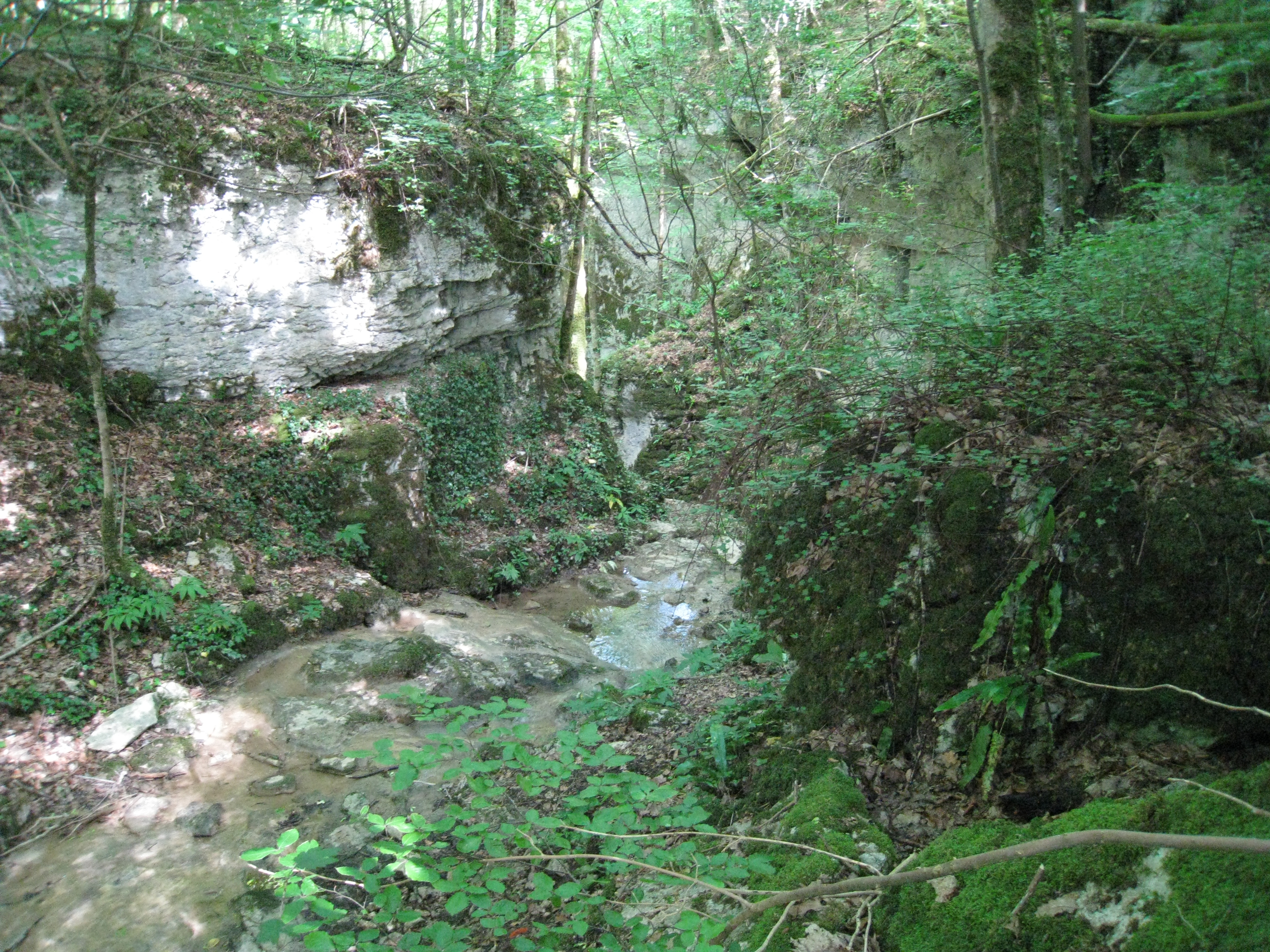
Исток Венжана.

Протяжённость реки — 93,3 км, исток находится в Верхней Марне к югу от плато Лангр, на территории коммуны Апрей, в одноимённых ущельях. В верхнем течении на реке устроено водохранилище. Как правило, река течёт на юг и достигает департамента Кот-д’Ор после пересечения Верхней Соны. Практически вся долина реки используется каналом Марна — Сона. Впадает в Сону близ Тальме и Эйе-сюр-Сон в небольшом местечке Понтайе-сюр-Сон.

## Гидрография
Гидрологическая станция в Сен-Морис-сюр-Венжан измеряет течение реки, где бассейн реки составляет 398 км². Река там обычно имеет средний поток около 8,43 м³/с в феврале, падая до 0,914 м³/с в августе. Максимальный мгновенный расход был зафиксирован 30 декабря 2001 года при 61,4 м³/с.
Гидрологическая станция измеряет течение реки далее в Уазийи, где бассейн Венжан — 609 км². Река там обычно имеет средний поток около 12,4 м³/с в феврале, который падает до 1,56 м³/с в августе. Максимальный мгновенный поток был зафиксирован 27 апреля 1983 года при скорости 82 м³/с.